# Doug Basham
Douglas Basham, detto Doug (Louisville, 12 maggio 1971), è un ex wrestler statunitense.
Nel corso della sua carriera ha lottato nel roster di SmackDown della World Wrestling Entertainment e nella Total Nonstop Action Wrestling. Per molti anni è stato membro dei Basham Brothers assieme a Danny Basham. È il nipote del fondatore della Ohio Valley Wrestling Danny Davis.

## Carriera
Doug Basham debutta in WWE nel 2003 come membro dei Basham Brothers, un tag team formato con Danny Basham, suo fratello nelle storyline. Il loro primo match nella WWE avviene il 29 maggio, sconfiggendo Rikishi e Brian Kendrick. Più avanti si unisce ai Basham Brothers anche Shaniqua. In questo periodo i due adottano una gimmick da sadomasochisti.
Il 23 ottobre i Basham Brothers vincono i WWE Tag Team Titles contro i Los Guerreros in una puntata di SmackDown. I Basham Brothers perdono i loro titoli nel febbraio del 2004 al pay-per-view No Way Out contro Rikishi e Scotty 2 Hotty.
Passano molti mesi nell'anonimato, in cui Shaniqua lascia il gruppo. I Basham Brothers decidono quindi di entrare nel The Cabinet, una stable capitanata dall'allora campione WWE John Bradshaw Layfield il 25 novembre 2004. Essi ricevono sotto questa stable l'appellativo di Co-Segretari alla Difesa. I due riescono a rivincere i titoli di coppia, che poi perdono contro Rey Mysterio ed Eddie Guerrero a No Way Out il 20 febbraio 2005. Il 16 giugno 2005, stanchi di JBL, i due escono dalla stable.
La coppia si scioglie con la Draft Lottery del 30 giugno 2005: Danny passa al roster di Raw mentre Doug rimane a SmackDown. Senza il suo tag team partner Doug torna nell'anonimato e per un certo periodo riprende a lottare nella Ohio Valley Wrestling. Il 17 dicembre è tornato in WWE durante una puntata di Velocity, per poi scomparire. Dopo un altro ritorno lampo il 13 febbraio 2006 perdendo contro Val Venis, scompare un'altra volta dalle scene.
Il 18 gennaio 2007, Doug Basham è stato rilasciato dalla WWE. Il 7 marzo dello stesso anno i Basham Brothers hanno fatto ritorno nella OVW, sconfiggendo Wyatt Young e Mike Tolar in un dark match.
Doug Basham (o semplicemente Basham) debuttò assieme a Danny Basham (ora Damaja) nella Total Nonstop Action il 13 aprile 2007 durante una puntata di Impact. I due si allearono a Christy Hemme ed a Sacrifice 2007 sconfissero i rivali della Hemme Kip James e Lance Hoyt in un tag team match.
Nell'agosto del 2007 Basham e Damaja vennero licenziati dalla TNA.

## Mossa finale
- Jumping Leg Lariat

## Titoli e riconoscimenti
International Pro Wrestling: United Kingdom
- IPW:UK Tag Team Championship (1) - con Joel Redman

Not Rated Pro Wrestling
- NRPW World Championship (1)

Pro Championship Wrestling
- PCW International Championship (1)

Ohio Valley Wrestling
- OVW Heavyweight Championship (4)
- OVW Southern Tag Team Championship (2) - con Flash Flanagan (1), Danny Basham (1)

Pro Wrestling Illustrated
- 51º nella classifica dei 500 migliori wrestler su PWI 500 (2003)

World Wrestling Entertainment
- WWE Tag Team Championship (2) - con Danny Basham